# Grandes éxitos Videos (DVD de Luis Miguel)
Cabe mencionar que estos son todos los videoclips lanzados públicamente. Varios fueron lanzados en VHS hace más de diez años, y hasta esta colección era imposible obtenerlos. Algunos de los boleros estón disponibles en el combo de CD/DVD Mis Boleros Favoritos, y en México En La Piel Edición Diamante viene un DVD con 5 videos. Pero en este DVD doble no sólo estón reunidos todos en secuencia cronológica, sino que se incluyen media docena imposibles de conseguir en otra parte.

## Contenido de los DVD

### Contenido del Disco 1
1. Cuando calienta el sol
2. Ahora te puedes marchar
3. La incondicional
4. Fría como el viento
5. Tengo todo excepto a ti
6. Entrégate
7. No sé tú
8. Contigo en la distancia
9. América, América
10. Suave
11. Ayer
12. La media vuelta
13. Delirio

### Contenido del Disco 2
1. El día que me quieras
2. Como es posible que a mi lado
3. Dame
4. Por debajo de la mesa
5. Amarte es un placer
6. o tu o ninguna
7. La bikina
8. Y
9. Amor, Amor, Amor
10. Te necesito
11. Que seas feliz
12. El viajero

- Datos: Q6440439